# Селевк VII Кибиосакт
Селевк VII Кибиосакт, всъщност Филометор, е владетел от династията на Селевкидите, вероятно син на Антиох X Еузеб и птолемейската принцеса Клеопатра Селена I.
Малолетният наследник може би управлява няколко града останали лоялни на династията след окупацията на Сирия от арменския цар Тигран II през 83 г. пр.н.е. и превземането на Дамаск от арабите.
Селевк VII бил оженен за птолемейската принцеса Береника IV, дъщеря на Птолемей XII. Береника нарежда, заради лошите му маниери, да го удушат няколко дни след сватбата им (ок. 58 г. пр.н.е.). Прозвището „Кибиосакт“ (гр. Κυβιοσάκτης) е подигравателно и означава буквално „продавач на осолена риба“, вероятно намек за незначителност и/или лоша миризма поради липса на хигиена.